# Nuculana hedleyi
Nuculana hedleyi is een tweekleppigensoort uit de familie van de Nuculanidae. De wetenschappelijke naam van de soort is voor het eerst geldig gepubliceerd in 1951 door Fleming.